# Хуань-гун
Не путать с Хуань-гун (II) 齊桓公, У (田午). 384—379 до н. э.
Циский Хуань-гун (кит. трад. 齊桓公, пиньинь Qí Huán-gōng) — удельный князь (гун) царства Ци, ум. 643 до н. э. Знаменит первенством в получении титула «гегемон» (ба 霸 bà). Титул подразумевал полномочия охранять ритуальное владычество дома Чжоу, но фактически обозначал военное преимущество царства Ци и ослабевание системы фэнцзянь. Правил при активной поддержке премьер-министра Гуань Чжуна 管仲 (ок. 720—645). В 656 осуществил карательный поход против царства Чу.
Хуань-гун вошел в историю как верный вассал Чжоу и правитель, совмещавший военную мощь с ритуальным почтением к существующему порядку. Так, отличительной чертой его политики было воздержание от захвата слабых царств («сохранение падших царств, продолжение жертвоприношений /на их фамильных алтарях/» 存亡國，繼絕世). Нарушение этого принципа, достигшее апогея в эп. Воюющих царств, сделало Хуань-гуна одним из символов в китайской классической историографии.